# Overdrukventilator

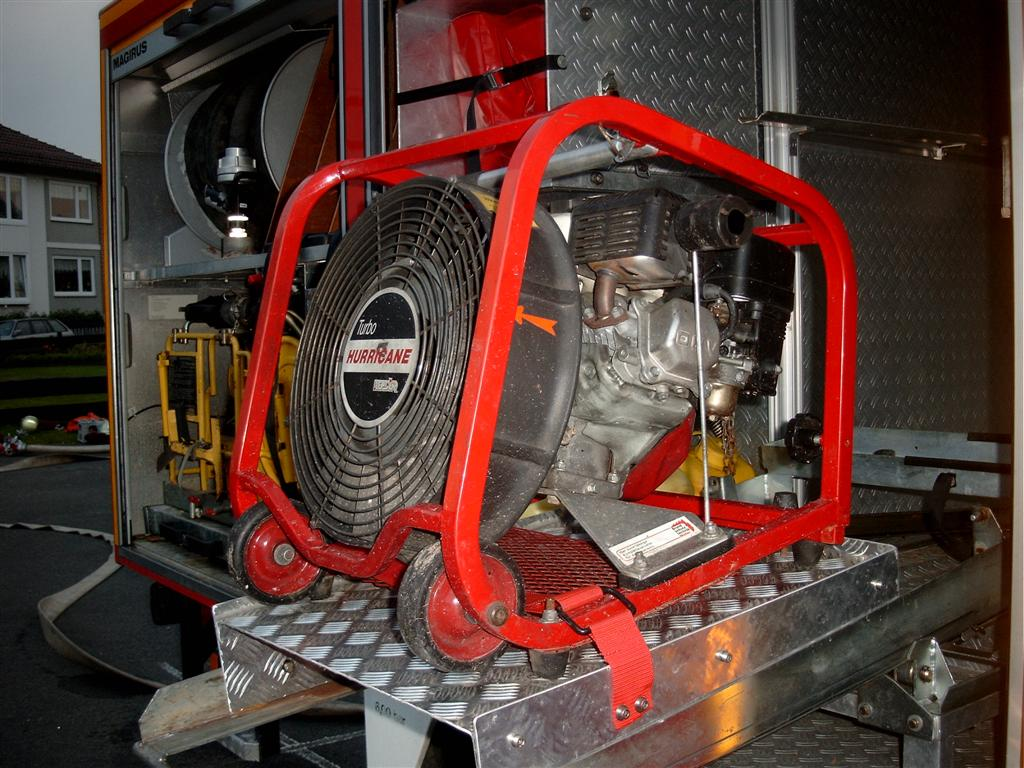
Een overdrukventilator

Een overdrukventilator wordt gebruikt door de brandweer om rook en gas uit een gebouw te blazen na een brand of lekkage. De ventilator kan ook gebruikt worden tijdens een brand om rook en hete gassen uit het pand te blazen om zo het pand veilig te kunnen betreden. Een voorwaarde hiervoor is dat er een uitgang voor de lucht is. 

## Uitvoering en toepassing
Overdrukventilatoren zijn vaak vrij groot, de diameter van de ventilator is ongeveer een halve meter. De ventilator kan elektrisch aangedreven worden of door middel van een verbrandingsmotor. Deze laatste optie maakt het apparaat wel zwaarder maar werkt onafhankelijk van een stroomvoorziening die tijdens een brand uit kan vallen.
De ventilator wordt normaal gesproken geplaatst voor een deur. De ventilator wordt gestart en zodra hij op toeren is wordt de deur geopend en de ventilator naar de opening gedraaid. De luchtstroom moet dan de deur volledig bedekken om te voorkomen dat er rook uit de deuropening ontsnapt.
Niet elk brandweerkorps in Nederland beschikt over een overdrukventilator. Daar waar ze beschikbaar zijn staan ze vaak op een tankautospuit, maar bij sommige korpsen is deze gestald op het hulpverleningsvoertuig of een redvoertuig.